# Kurimany
Kurimany és un poble i municipi d'Eslovàquia. Es troba a la regió de Prešov, al nord del país.

## Història
La primera referència escrita de la vila data del 1298.

## Demografia
| Godina             | 1994 | 2004   | 2014   | 2024   |
| ------------------ | ---- | ------ | ------ | ------ |
| Nombre de persones | 347  | 367    | 369    | 390    |
| Diferència         |      | +5,76% | +0,54% | +5,69% |

| Godina             | 2023 | 2024   |
| ------------------ | ---- | ------ |
| Nombre de persones | 383  | 390    |
| Diferència         |      | +1,82% |